# جيمي مونتغومري
جيمي مونتغومري (بالإنجليزية: Jimmy Montgomery)‏ (9 أكتوبر 1943 في المملكة المتحدة - ) هو لاعب كرة قدم بريطاني في مركز حراسة المرمى. لعب مع برمنغهام سيتي ونادي ساوثهامبتون ونادي سندرلاند ونوتينغهام فورست وفانكوفر رويالز ‏.

## وصلات خارجية
- جيمي مونتغومري على موقع قاعدة بيانات كرة القدم.إي يو (الإنجليزية)
- جيمي مونتغومري على موقع عالم كرة القدم.نت (الإنجليزية)